# Cavallino-Treporti
Cavallino-Treporti é uma comuna italiana da região do Vêneto, província de Veneza, com cerca de 11826 habitantes. Estende-se por uma área de 44 km², tendo uma densidade populacional de 269 hab/km². Faz fronteira com Jesolo, Venezia.

## Demografia
| Variação demográfica do município entre 1861 e 2011                               |
|                                                                                   |
| Fonte: Istituto Nazionale di Statistica (ISTAT) - Elaboração gráfica da Wikipedia |